# Трбинц
Трбинц (словен. Trbinc) — поселення в общині Мирна, регіон Південно-Східна Словенія, Словенія.